# Festival de Televisió de Montecarlo
El Festival de Televisió de Montecarlo és un festival internacional centrat en produccions per a televisió que es realitza anualment al principat de Mònaco.

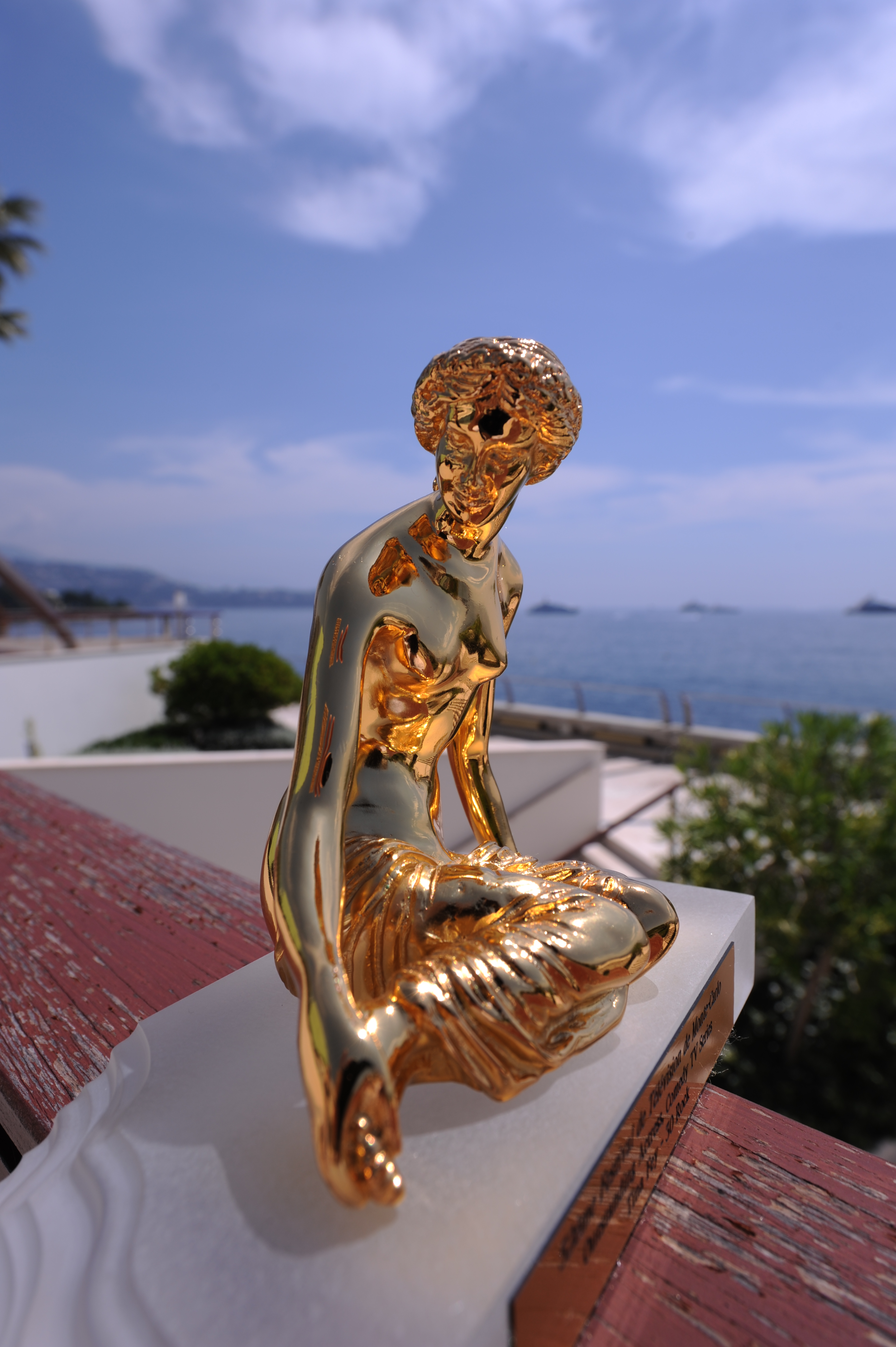
Nimfa d'Or, trofeu del festival

## Història
Mitjançant la creació del Festival de Télévision de Monte-Carlo el 1961, el príncep Rainier III de Mònaco pretenia "fomentar una nova forma artística al servei de la pau i la comprensió entre els homes". La situació internacional de Mònaco s'adapta idealment a l'ambició del príncep: reconèixer la televisió com un mitjà excepcional per unir les cultures i millorar els seus coneixements respectius.

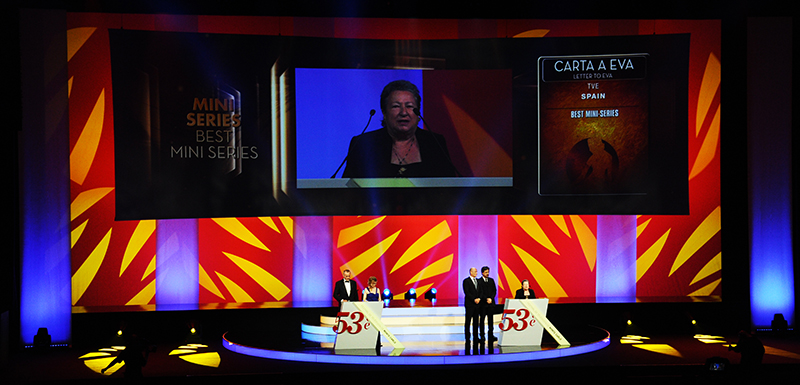
Cerimònia de la Nimfa d'Or

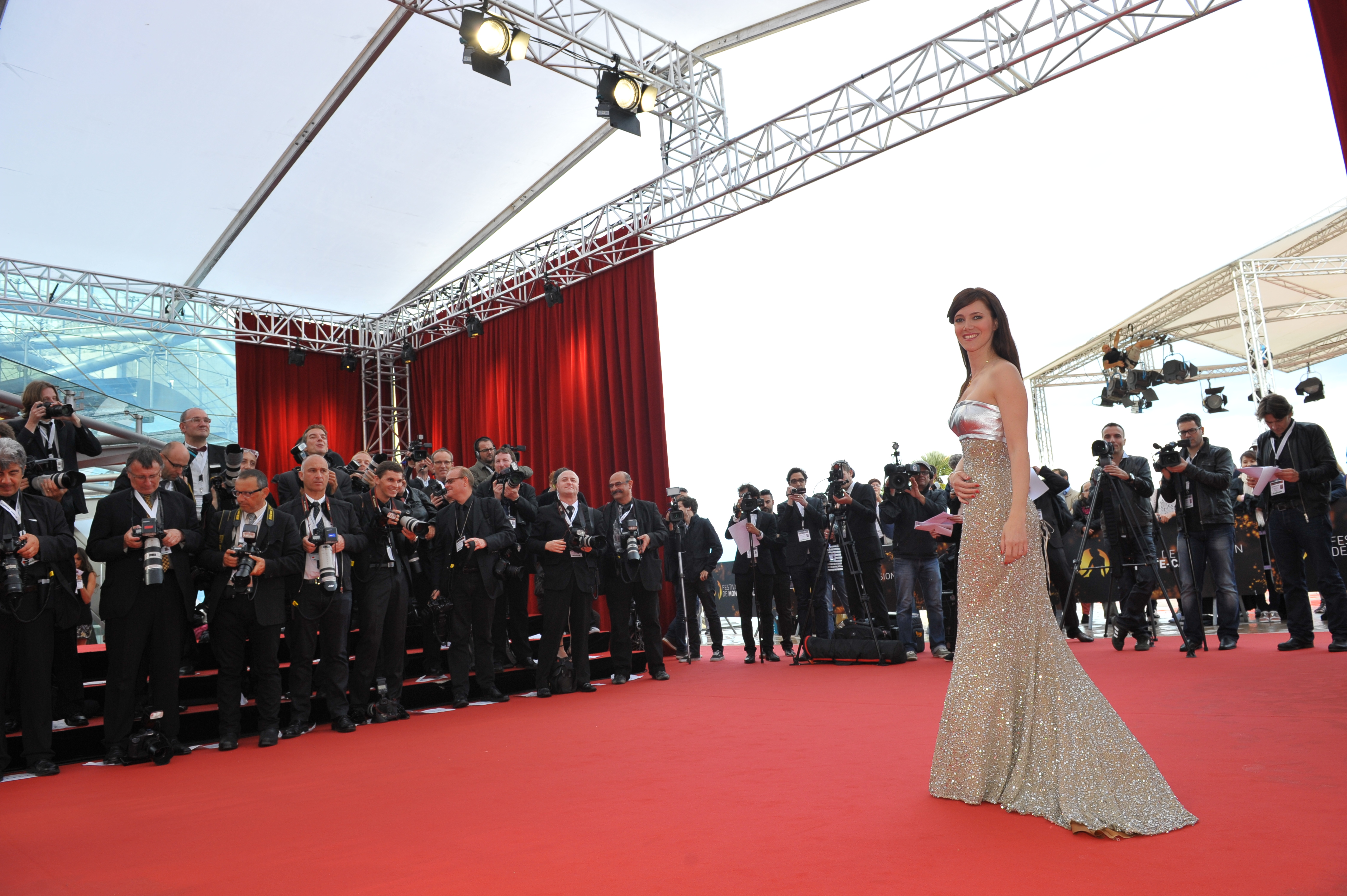
Catifa vermella

Aquest projecte va generar immediatament interès mundial i al llarg dels anys, molts famosos van celebrar els jurats successius, cosa que va suposar un reconeixement internacional del millor dels programes de televisió. No obstant això, el Festival de Televisió de Montecarlo és, sobretot, des dels anys vuitanta, una oportunitat molt important per als negocis, un enorme mercat internacional.
H.S.H. el príncep Albert II de Mònaco és el president Honorari del Festival des de 1988.
La millor programació mundial de televisió ha estat recompensada amb les estatuetes Nimfa d'Or, còpies de la nimfa "Salmacis" de l'escultor monegasc François Joseph Bosio (1768–1845), l'original de la qual es troba al Museu del Louvre a París.

## Competició oficial
Els premis Nimfa d'Or, amb una nimfa d'or o una selecció de premis especials, premien els millors programes de televisió i actors d'arreu el món. Al llarg del Festival, els jurats internacionals compostos per professionals i talents distingits de la indústria participen en les projeccions de tota la programació en competició. Cada any, més de 30 països estan representats a la competició, amb més de 60 programes seleccionats per a la nominació.
El Concurs està obert a totes les xarxes internacionals, distribuïdors i empreses productores. La competició oficial està separada per 2 categories:
- Ficció
- Notícies

També es concedeixen altres premis durant la cerimònia dels premis NImfa d'Or.
- Els premis International TV Audience premien els espectacles que han aconseguit les màximes xifres de visualització arreu del món.
- El concurs és també l'amfitrió de premis especials concedits en col·laboració amb importants organitzacions mundials com el Comitè Internacional de la Creu Roja, la Creu Roja Mònaco, l'AMADE, SIGNIS i el Premi Especial Rainier III, presentat per H.S.H. Príncep Albert II de Mònaco.
El Festival de Televisió de Montecarlo tanca amb la brillant cerimònia del Premi Nimfa d'Or.

## Premis

### Ficció
- Millors sèries de televisió - Comèdia
- Actor destacat en sèries de televisió - Comèdia
- Actriu destacada en sèries de televisió - Comèdia

- Millors sèries de televisió: drama
- Actor destacat en sèries de televisió - Drama
- Actriu destacada en sèries de televisió - Drama

- Millor programa de llarga ficció
- Actor destacat en un programa de llarga ficció
- Actriu destacada en un programa de llarga ficció

### Notícies
- Millor documental de notícies
- Millor Documental d'Actius Actuals
- Millor programa de notícies 24 hores
- Millor article de notícies de TV

### Premis internacionals de l'audiència de TV
- Sèrie de televisió dramàtica
- Sèries de televisió còmiques
- Telenovel·les

### Premis especials
- Premi Especial Rainier III de Mònaco
- Premi de la Premsa del Comitè Internacional de la Creu Roja
- Premi de la Creu Roja de Mònaco
- Premi AMADE
- Premi SIGNIS: Coloma d'Argent
- Premi URTI

## Premiats espanyols
- Historias para no dormir. El asfalto (1967).[2]
- Historia de la frivolidad (1968).[2]
- El Irreal Madrid (1969).[3]
- La cabina (1972).
- Los pajaritos (1974).
- El hombre y la tierra (1976).[4]
- Yoyes (1989)[5]
- Carmen Maura per Arroz y tartana (2004).
- Juli Mira, premi al millor actor en la categoria de Pel·lícules per TV, per Electroshock (2006).
- Miguel Ángel Bernardeau per Cuéntame cómo pasó (2008).[6]
- Esther Ortega per Desaparecida (2008).[6]
- En portada. Científicos españoles en el Ártico (2008).[6]
- Carta a Eva (2013).[7]
- Los olvidados de los olvidados (2013).[7]
- Belén Rueda (2015) per la seva interpretació de Candela en la sèrie de Telecinco B&B, de Boca en Boca.